# سیارک ۱۸۸۸۷
سیارک ۱۸۸۸۷ (به انگلیسی: 18887 Yiliuchen، نامگذاری:2000AP181) هجده هزار و هشتصد و هشتاد و هفتمین سیارک کشف شده‌است که در ۷ ژانویه ۲۰۰۰ کشف شد.
قدر مطلق سیارک برابر ۱۷.۰ است.